# Josia Thugwane
Josia Thugwane (né le 15 avril 1971 à Bethal) est un athlète sud-africain, spécialiste du marathon.
Il remporte le marathon lors des Jeux d'Atlanta, devenant ainsi le premier noir sud-africain à remporter un titre olympique. Il est ndebele.
Son premier marathon remporté est celui d'Honolulu en 1995.

## Palmarès

### Jeux olympiques
- Jeux olympiques d'été de 1996 à Atlanta
  -  médaille d'or sur marathon

```
   Josia Thugwane
```

### marathons internationaux
- 3e du Marathon de Londres 1996
- Vainqueur du Marathon de Fukuoka 1997